# Joseba Agirreazkuenaga Zigorraga
Joseba Agirreazkuenaga Zigorraga (Bilbao, Biscaia, 2 de febrer de 1953) és un investigador i historiador basc, especialista en la crisi de l'antic règim, els furs, l'autogovern, el concert econòmic i el seu sistema fiscal, així com en els moviments socials, tant a Bilbao com en el conjunt del País Basc.

## Biografia
Va néixer a Bilbao, però va passar la infantesa a Busturia. El 1976, es va llicenciar en filosofia i lletres per la Universitat de Deusto, en l'àmbit de geografia i història. El 1972, va fer el seu primer projecte d'investigació, sobre etnografia a Busturia, amb la supervisió de José Miguel de Barandiarán. Va ser becari predoctoral en el programa del Comitè Conjunt Hispanoamericà (a la Universitat de Nevada i la Universitat de Deusto) i es va doctorar el 1985 amb una tesi dirigida per Julio Caro Baroja.
És professor de la Universitat del País Basc des del 1980, a la Facultat de Ciències Socials i Comunicació, de què és catedràtic des del 1995, i ha estat membre de diverses comissions estatutàries d'aquesta universitat, com ara la comissió de basc (1994-2006) i la comissió d'investigació (2006-2017).
Va ser professor visitant a la Universitat d'Oxford (1989-1990, 2006-2007) a l'Institut Universitari Europeu de Florència (1993), i a la Universitat de Nevada Reno Center for Basque Studies (2013-2014), així com director del Centre ITUN de Documentació i Investigació del Concert Econòmic i les Hisendes Forals del País Basc, el 2007.
Els seus àmbits d'investigació habituals han estat la biografia i la prosopografia, la crisi de l'antic règim, les revolucions liberals, la sociabilitat cultural, l'organització i la gestió politicoadministrativa, els parlaments, la història quotidiana i la història oral.
És investigador principal del grup ProsoParlam, també conegut com a Biography & Parliament, que va sorgir el 1989 i és membre de la Comissió Internacional per a la Història d'Institucions Representatives i Parlamentàries, sorgida el 1936.del Comitè Internacional de Ciències Històriques Des del 2010, el grup també participa en la Xarxa Europea d'Informació i Recerca en Història Parlamentària.
Actualment, gestiona el projecte de regeneració cultural de la Biblioteca Bidebarrieta (Bilbao) i dirigeix la revista Bidebarrieta. Anuario de ciencias sociales y humanidades de Bilbao. També és membre del comitè de redacció de diverses publicacions científiques: Revista Internacional de Estudios Vascos, Vasconia, Cuadernos de Historia-Geografía de l'Eusko Ikaskuntza, Ernaroa i Historia, Antropología y Fuentes Orales.
Ha dirigit més d'una vintena de tesis doctorals i ha fet xerrades i cursos en diverses universitats: la Universitat d'Oxford, la Universitat de Xalapa, la Universitat de Brasília, la Universitat de Roma La Sapienza, la Universitat Autònoma de Barcelona, la Universitat de Navarra i la Universitat de Nevada.

## Directiu de l'Eusko Ikaskuntza
Entre el 1998 i el 1992, va ser president del departament d'Història i Geografia de l'Eusko Ikaskuntza i, entre el 1991 i el 1997, també va ser vicepresident a Biscaia del mateix organisme. Després de morir José Miguel de Barandiarán, va participar en la presidència col·legiada de l'entitat i va dirigir-ne el XII Congrés.
A més, en aquesta institució, va ser fundador i primer director de la publicació Asmoz ta Jakitez i va organitzar 21 simposis sobre la història de Bilbao.

## Membre veterà de la Udako Euskal Unibertsitatea
És un membre històric de la Udako Euskal Unibertsitatea (UEU), la universitat basca d'estiu, en què ha participat activament gairebé des que es va fundar (1973). El 1974, va participar per primer cop com a ponent de la secció d'història i, al llarg dels anys, ha estat ponent 42 vegades en els cursos d'estiu de la UEU.

## Producció bibliogràfica
Algunes de les seves publicacions són:
- Euskal	Herriaren historiaz I.	(Sobre la història del País Basc) (1985, amb Rafael López	Atxurra).[9]
- Vizcaya	en el siglo XIX: las finanzas públicas de un Estado	emergente (1987).
- Gerra	eta bakea Euskal Herrian. Politikagintza lege zaharraren	krisialdian (Guerra	i pau al País Basc. La política en la crisi de l'antic règim)	(1993).[10]
- Iraultza	industriala abiatu ezinik (1789-1876)	(Sense	poder posar en marxa la Revolució Industrial (1789-1876))	(1993).[11]
- Euskal	gizartean barrena euskaltzaletasun politikoaren sorrera garaian:	zaldunak, matxinoak, enpresariak, langileen eraketa	(1789-1876) (1995).
- Manu	Ziarsolo, Abeletxe (1902-1987): Eguna	(1998).[12]
- Diccionario	biográfico de diputados generales de Álava (2003,	coautor).
- Historia	de Euskal Herria (2005,	sis volums, coordinador).
- Diccionario	biográfico de parlamentarios de Vasconia (1876-1939) (2007,	tres volums, director).
- Diccionario	biográfico de los alcaldes de Bilbao y gestión municipal durante	la dictadura franquista (1937-1979) (2008,	director).
- Diccionario	Biográfico de los Parlamentarios Españoles. Cortes de Cadiz.	(1810-1814) (2010,	tres volums, director).
- Barne-muinetako	Sabin Arana Goiri. Gutunak I (1876-1903) (El	Sabino Arana Goiri profund. Cartes I (1876-1903) (2010, curador).[12]
- The Making of the Basque Question: Experiencing Self-Government, 1793-1877 (Reno,Center for Basque Studies,2011)[13]
- Euskal	herritarron burujabetza. Autogobernu auziaren bilakaeraz (1793-1919)	(La	independència dels bascos. Evolució del conflicte d'autogovern	(1793-1919) (2012).[14]

Segons la base de dades de la comunitat científica basca Inguma, ha fet 96 aportacions en bac (29 ponències i 45 articles).

## Premis i reconeixements
- 2015:	President de la Comissió	Internacional per a la Història de les Institucions Representatives	i Parlamentàries.
- 2014:	Professor visitant distingit en el programa William A. Douglass del	Centre	d'Estudis Bascos	de	la Universitat de Nevada, Reno,	per al 2013-2014.
- 2011:	Premi	Miguel de Unamuno	de	l'Ajuntament	de Bilbao,	per l'assaig Euskal	Herritarren burujabetza politikoaren auzia mundu berriaren	zurrunbiloan.
- 2010:	Membre de la xarxa d'investigació històrica del Parlament	Europeu.
- 2007:	Premi d'investigació de la Fundació	Euskoiker	en	l'especialitat d'humanitats.
- 1986:	Premi d'història de les Encartaciones,	de l'Ajuntament de Galdames.
- 1981:	Premi	Resurrección María Azkue	per	a la investigació en basc atorgat per la Caja	de Ahorros Municipal de Bilbao.